# Taiana Lima

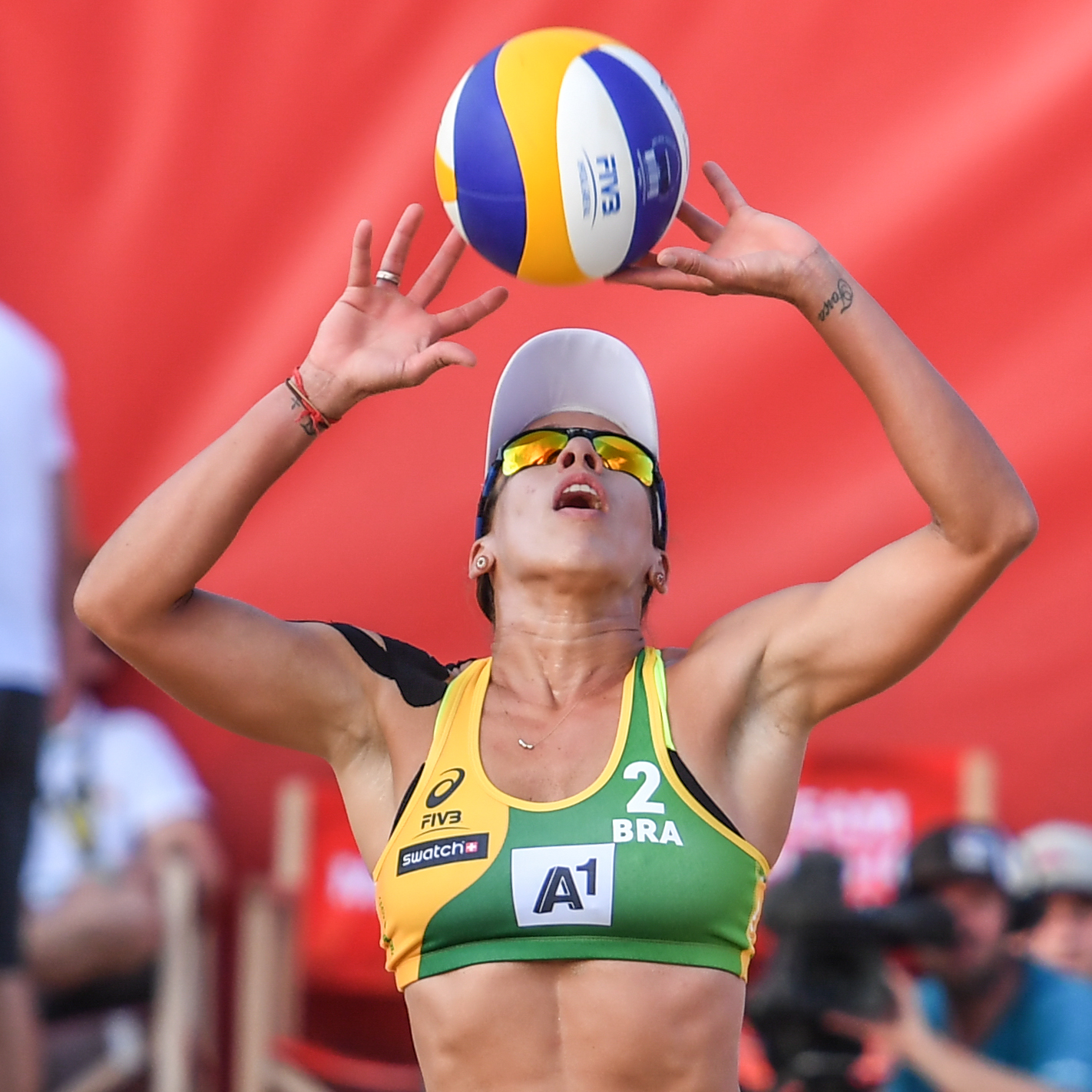
29 de julho de 2017, Viena, Áustria, esportes, vôlei de praia, Campeonato Mundial de Vôlei de Praia da FIVB.

Taiana de Souza Lima (Fortaleza, 27 de maio de 1984) é uma jogadora de voleibol de praia do Brasil.

## Carreira
Em 2002, fez dupla com Juliana Silva quando foi medalhista de ouro no Campeonato Mundial Sub-21. No ano seguinte, em Saint-Quay-Portrieux, na França, formando dupla com Juliana, ficou apenas na quinta colocação. Em 2004, com Carolina Solberg, conquista novamente o ouro no Mundial Sub-21; já em 2007, mudou de parceira passando a jogar com Izabel Bezerra, obtendo expressivos resultados. De 2008 a 2009, fez dupla com Elize Maia e posteriormente, com a medalhista olímpica Virna Dias. Disputou sua primeira edição do rainha da praia em 2012, quando formava dupla com Vivian Cunha, com quem jogou de 2010 a 2012. Nesse período, obteve o vice-campeonato do A1 Grand Slam em 2010. Em 2013, resolve formar dupla com Talita, conquistando vários títulos em pouco tempo de parceria. Em 2014, foi campeã dos Jogos Sul-Americanos ao lado de Talita.
Em 2021, Taiana juntou-se novamente à Talita, sua antiga dupla, tornando-se campeã da temporada 2021 do Circuito Mundial em Cancún, México.E passou atuar ao lado de Hegeile Almeida sendo vice-campeãs no quatro estrelas de Itapema, mais tarde foram semifinalistas no Challenge de Etapa de Tlaxcala e no Elite 16 de Uberlândia pelo do Circuito Mundial de Vôlei de Praia de 2022.

## Títulos e resultados
- Etapa de Uberlândia do Elite 16 do Circuito Mundial de Vôlei de Praia de 2022
- Etapa de Tlaxcala do Challenge do Circuito Mundial de Vôlei de Praia de 2022
- 4* de Itapema do Circuito Mundial de Vôlei de Praia de 2021
- 2021 - Campeã do Circuito Mundial de Cancún, México
- 2013 - 3º lugar do Grand Slam de Gstaad,  Suíça
- 2013 - Campeã do Grand Slam de Haia,  Países Baixos
- 2013 - Campeã do Grand Slam de Roma,  Itália
- 2010/2011 - Campeã da etapa da Colômbia do Circuito Sul-Americano[4]
- 2010 - Vice-campeã do Grand Slam de Klagenfurt,  Áustria[5]
- 2010 - Campeã da etapa da Bulgária do Circuito Europeu[4]
- 2009 - Medalha de bronze nos Jogos da Lusofonia[4]
- 2010 - Vice-campeã do Circuito Banco do Brasil, etapa de Uberaba, MG[4]
- 2009 - Campeã do Circuito Estadual Banco do Brasil, etapa do Ceará[4]
- 2009 - Campeã do Circuito Estadual Banco do Brasil, etapa da Paraíba[4]
- 2004 - Campeã do Mundial Sub-21[5]
- 2009 - 3ª colocada do Circuito Banco do Brasil, em João Pessoa, PB[4]
- 2009 - 3ª colocada do Circuito Banco do Brasil, em Recife, PE[4]
- 2009 - 3ª colocada do Circuito Banco do Brasil, em Maceió, AL[4]
- 2008 - 3ª colocada  do Circuito Banco do Brasil, na etapa Challenger de Palmas, TO[4]
- 2007 - Vice-campeã da etapa Challenger da Itália do Circuito Mundial[4]
- 2005 - 3ª colocada na etapa Challenger do Circuito Banco do Brasil, em Rio das Ostras, RJ[4]
- 2004 - 4ª colocada na etapa Challenger do Circuito Banco do Brasil disputada em Aracaju[4]
- 2003 - Campeã Brasileira Sub-21[5]
- 2002 - Campeã Mundial Sub-21 (Catania,  Itália)[5]
- 2002 - Campeã Cearense[4]
- 2001 - Campeã Cearense[5]
- 2000 - Campeã Cearense[4]

## Premiações individuais
- 2010 - Jogadora que mais evoluiu no Circuito Mundial[4]
- 2010 - Considerada uma das três melhores defensoras do Circuito Brasileiro[4]
- 2010 - Considerada uma das três melhores levantadoras do Circuito Brasileiro[4]